# Левичарски национализам
Левичарски национализам или социјалистички национализам описује облик национализма, који је заснован на друштвеној једнакости (не нужно и политичкој), народном суверенитету и националном самоопредељењу. Левичарски национализам типично се залаже за антиимперијализам. У контрасту је са десничарским национализмом и често одбацује етнички национализам.
У историји има више познатих покрета левичарског национализма попут: Индијски национални конгрес, који под вођом Махатме Гандија је довео до индијске независности, странка Раднички ционизам која је промовисала јеврејски национални повратак, Шин Фејн током ирског рата за независност и током модернијих сукоба са Великом Британијом, и Афрички национални конгрес из Јужне Африке кога је водио Нелсон Мандела у борби против апартхејдa.

## Леве националистичке партије
Неке леве националистичке партије:
| Држава    | Назив партије                                         |
| --------- | ----------------------------------------------------- |
| Белгија   | Фламански социјалистички покрет                       |
| Канада    | Канадска партија Акције                               |
| Ирска     | Синн Феин                                             |
| Палестина | Фатах                                                 |
| Шпанија   | Партија Андалузије                                    |
| Сирија    | Арапска социјалистичка Баас партија                   |
| Србија    | Социјалистичка партија Србије (период од 1992—2000)   |
| Турска    | Патриотска партија                                    |
| Шкотска   | Шкотска националистичка партија                       |
| Венецуела | Уједињена социјалистичка партија Венецуеле            |
| Зимбабве  | Афрички национални савез Зимбабвеа – Патриотски фронт |